# Municipio de Posen (Míchigan)
El municipio de Posen (en inglés: Posen Township) es un municipio ubicado en el condado de Presque Isle en el estado estadounidense de Míchigan. En el año 2010 tenía una población de 850 habitantes y una densidad poblacional de 9,24 personas por km².

## Geografía
El municipio de Posen se encuentra ubicado en las coordenadas 45°15′4″N 83°41′29″O / 45.25111, -83.69139. Según la Oficina del Censo de los Estados Unidos, el municipio tiene una superficie total de 91.98 km², de la cual 91.02 km² corresponden a tierra firme y (1.05%) 0.97 km² es agua.

## Demografía
Según el censo de 2010, había 850 personas residiendo en el municipio de Posen. La densidad de población era de 9,24 hab./km². De los 850 habitantes, el municipio de Posen estaba compuesto por el 97.41% blancos, el 0.35% eran afroamericanos, el 0.47% eran amerindios, el 0.35% eran asiáticos, el 0.12% eran isleños del Pacífico, el 0.24% eran de otras razas y el 1.06% pertenecían a dos o más razas. Del total de la población el 1.53% eran hispanos o latinos de cualquier raza.